# Cratere Hermite
Hermite è un grande cratere lunare di 108,64 km situato nella parte nord-orientale della faccia nascosta della Luna, ad est del cratere Rozhdestvenskiy e a nord di Lovelace e Sylvester. Il cratere Grignard è adiacente alla parete di sudovest.
Posto in prossimità del polo nord lunare, si estende a cavallo del terminatore, risultando più o meno visibile da Terra per effetto della librazione lunare, ma comunque apparendo ovale poiché prospetticamente distorto.
Il cratere è dedicato al matematico francese Charles Hermite.

## Crateri correlati
Alcuni crateri minori situati in prossimità di Hermite sono convenzionalmente identificati, sulle mappe lunari, attraverso una lettera associata al nome.
| Hermite | Coordinate            | Diametro (in km) |
| ------- | --------------------- | ---------------- |
| A       | 87°56′24″N 51°01′12″W | 19,86            |